# Edmund Ignatius Rice
Edmund Ignatius Rice (Callan, 1º giugno 1762 – Waterford, 29 agosto 1838) è stato un pedagogista irlandese, fondatore delle congregazioni dei Fratelli Cristiani e dei Fratelli della Presentazione. È stato beatificato da papa Giovanni Paolo II nel 1996.

## Biografia
Visse in un'epoca in cui, in Irlanda, ai cattolici non era permesso professare liberamente la propria fede, perché sotto il dominio inglese.
Edmund aveva iniziato una brillante carriera di affarista, ma la sua vita venne scossa dalla morte della moglie, dopo appena quattro anni di matrimonio. Affidò la propria figlia alle cure di una donna, ma sulla soglia dei quarant'anni, dopo una conversione spirituale, decise di dedicarsi all'educazione dei bambini cattolici, in particolare quelli più poveri.
Nel 1802 raccolse alcuni uomini nel monastero di Monte Sion, presso Waterford, e diede vita a quelli che sarebbero poi stati chiamati: i Fratelli Cristiani e i Fratelli della Presentazione. Nel giro di vent'anni la Congregazione si diffuse in molte diocesi irlandesi ed Edmund, nel 1820, ne ottenne il riconoscimento dalla Santa Sede come Istituto di Vita Apostolica. Nel 1838, abbandonò la guida della Congregazione, che nel frattempo si era diffusa anche all'estero, e morì nel 1844.

## Culto
Fu beatificato da papa Giovanni Paolo II il 5 ottobre 1996.